# Треил (Минесота)
Треил (енгл. Trail) град је у америчкој савезној држави Минесота.

## Демографија
По попису из 2010. године број становника је 46, што је 16 (-25,8%) становника мање него 2000. године.
| Група             | 2000.      | 2010.       |
| Белци             | 59 (95,2%) | 46 (100,0%) |
| Афроамериканци    | 0 (0,0%)   | 0 (0,0%)    |
| Азијати           | 0 (0,0%)   | 0 (0,0%)    |
| Хиспаноамериканци | 1 (1,6%)   | 0 (0,0%)    |
| Укупно            | 62         | 46          |